# Chewbacca
Chewbacca, eller Chewie, er en fiktiv person i Star Wars-universet. Chewbacca er en wookiee, der blev købt fri fra slaveri af Han Solo og gjort til andenpilot på Solos skib, Tusindårsfalken. Chewbacca er med i Star Wars Episode III: Sith-fyrsternes hævn (2005), Star Wars Episode IV: Et nyt håb (1977), Star Wars Episode V: Imperiet slår igen (1980), Star Wars Episode VI: Jediridderen vender tilbage (1983) og The Force Awakens (2015).
I Star Wars Canon og Legends er Chewbacca søn af Attichitcuk, gift med Mallatobuck, og far til Lumpawaroo. Chewbacca er opkaldt efter en gammel Wookiee-helt, den store Bacca: Den første store høvding på Kashyyyk og skaberen af det sværd, der symboliserede ledelse af Wookieerne. Chewbacca kæmpede under Slaget om Kashyyyk, under Klon Krigene og under den Galaktiske Borgerkrig.
Chewbacca var klog, stærk og meget loyal. Han var også en dygtig mekaniker. Ligesom mange andre Wookieer kunne Chewbacca forstå Basic, men var ikke i stand til at tale det. Han talte i stedet Shyriiwook, Wookieernes primære sprog, der hovedsagelig bestod af brøl og knurren.
I Legends døde han heroisk under Yuuzhan Vong Krigen.

## Optrædener

### Baggrund (ca.200 BBYtil19 BBY)

#### Barndom
Oh, he was a sight to behold! Such strength, such skill, such fury–such grace!

 — Malla til C-3PO og R2-D2., Star Wars: Chewbacca
Chewbacca blev født på Kashyyyk omkring 200 BBY og var søn af Attichitcuk. I sine tidligere år boede Chewbacca på Kashyyyk, men i modsætning til andre wookieer der sjældent forlod planetens skove, havde Chewbacca en stor lyst til eventyr og rejser. Chewies første rejse gik til de laveste farlige niveauer i Kashyyyks tykke skove, Skyggelandene. Inden længe rejste han væk fra planeten, men hans hjerte blev på Kashyyyk, og Chewie prøvede altid at komme hjem til højtiderne.
Da Chewie var ung, før han blev 100 år, var han kendt for sine evner til at navigere i Wroshyr-træerne og sine evner med en hydrospanner. Chewbacca brugte meget tid på at reparere fartøjer med sine venner, der inkluderede wookieen Dryanta. Chewbacca mødte allerede sin kommende kone, Mallatobuck, da han var ung, men kendte ikke til Mallas følelser for ham. Malla var genert og prøvede at skjule sine følelser. Hun skjulte også sine følelser, da Chewbacca reddede hende fra trandoshanske slavehandlere. Men Chewbaccas fætter Jowdrrl var ven med Malla og hjalp med at skabe et forhold mellem de to. Uheldigvis gav deres forhold problemer, da wookieen Tojjevvuk begyndte at kæmpe for Malla. Chewbacca blev udfordret til duel af Tojjevvuk, og de kæmpede om Malla. Tojjevvuk snød i duellen og brugte sine klør, hvilket var forbudt for wookieer, men Chewies erfaringer med at navigere i Wroshyr-træerne førte til Tojjevvuks nederlag. Et velplaceret angreb fra Chewbacca sendte Tojjevvuk ned i Skyggelandene, hvor han blev dræbt af de farlige dyr på Kashyyyk.

### Klon Krigene
Good-bye, Tarfful. Good-bye, Chewbacca. Miss you, I will.— Farvel, Tarfful. Farvel, Chewbacca. Savne jer, jeg vil., Yoda, Star Wars Episode III: Revenge of the Sith

Han boede med sin familie i Rwookrrorro. Chewie og hans far var ansvarlige for konstruktionen af mange landsbyer på Kashyyyk i årtierne op til Slaget om Naboo og de deltog begge i koloniseringen af Alaris Prime, hvor de kæmpede mod Handelsføderationen om månen. På dette tidspunk havde Chewbacca sit første kendte møde med Jedierne—i form af Qui-Gon Jinn og Obi-Wan Kenobi der var blevet udsendt af Den Galaktiske Republik for at ende konflikten på Alaris Prime. Under Jinns oplæring førte Chewbacca kolonien til succes.
På trods af Chewies succes, fortsatte rivaliseringerne mellem de forskellige Wookiee familier fortsatte med at plage Kashyyyk. Tvrrdko, Tojjevvuks far, ville have hævn over sin søn, men ventede til de rigtige øjeblikke. Under Klon Krigene kom Chewbacca i duel med Hronk. Det er ukendt hvordan denne stridighed endte, men ankomsten af Clone Trooperne afbrød kampen, og den måtte fortsætte det senere. Klonerne og Jedi Generaler rekrutterede mange af Wookieerne, og Chewbacca blev en vigtig del af Wookieernes modstand mod Confederacy of Independent Systems. Han var med i Slaget om Kashyyyk, og så slaget mellem Republikkens storhærs 41st Elite Korps og den angribende droidehær sammen med Tarfful og Jedi General Yoda. Der var Chewbacca der, sammen med Tarfful, fulgte Jedi Generalen Quinlan Vos i angrebet mod fjenden.
Efter Ordre 66 hjalp Chewbacca Yoda med at slippe væk fra Clone Trooperne og flygte fra planeten.

#### Efterspil
Kort efter Slaget om Kashyyyk blev Chewbacca tilkaldt af Cudgel, for at hjælpe en lille flok Jedier ledet af Olee Starstone i deres søgen efter overlevende Jedier efter Ordre 66. Redningsaktionen mislykkedes da Imperiet sporede Jedierne til Kashyyyk og lavede et angreb for at fange dem. Wookieerne der stadig var i gang med at genopbygge efter deres slag mod Separatisterne blot en måned tidligere, gik til kamp igen for at beskytte deres hjem mod Imperiets angreb. Slaget vendte sig til Imperiets fordel da Darth Vader ankom, og slagtede alt hvad der stod imellem ham og Jedierne.
Vader beordrede en af sine Star Destroyere til at bombardere Kashyyyk med turbolaser ild, og ødelagde de omkringliggende byer mens han jagede Jedierne. I et forsøg på at give sine sine kammerater mulighed for at flygte kæmpede Roan Shryne, en af de overlevende Jedier der tidligere havde mødte Vader ved udførslen af Ordre 66, alene mod Vader mens de andre prøvede at flygte. Chewbacca hjalp Olee, en lille gruppe smuglere, og nogle af de der var blevet såret under slaget, med at flygte. Efter Kashyyyks fald til det Galaktiske Imperium, blev Chewie et besætningsmedlem på Drunk Dancer sammen med Olee, og hjalp sine nye venner med at kæmpe mod Imperiet ved en hver mulighed.
Chewbacca, der nu var efterlyst, rejste rundt i galaksen, og undgik slavehandlere. En dag mødte Chewbacca den sårede Mala Mala og fik hende til et skib hvor hun blev reddet. Efter hun var helbredt, og kommet i sikkerhed skiltes de to, og mødtes mange år senere. På sine rejser fik Chewie mange venner og et nyt skib.

### Kejserlige Æra (19 BBYtil4 ABY)

#### Mødet med Han Solo
You will pay for this Lieutenant. Both of you will!— Du kommer til at betale for dette løjtnant. I kommer begge til at betale!, Nyklas til Han Solo og Chewbacca, Star Wars: Chewbacca

Men selv den mægtige Chewbacca kunne lave fejltagelser, og han blev snart fanget af de Trandoshanske slavehandlere. Tvrrdko, der stadig var vred over hans søns død, forrådte Chewbacca og solgte ham til slavehandleren Ssoh. Ssoh havde udviklet en metode til at transportere Wookieer, uden at risikere at de slap væk. Trandoshaneren samlede Wookieee fra rivaliserende klaner, så de forhindrede hinanden i at flygte. Da Chewbacca blev fanget af Ssoh, begyndte flere Wookiee familier, der inkluderede Puurrgerr, Grrobahrr, og Chevappa klanerne at spørge ham om hvem han holdt med. Chewbacca var vred over rivaliseringen der blev udnyttet til at gøre Wookier til slaver. Chewbacca holdt en tale, og overbeviste de andre Wookieer om at det var bedre at dø som en fri Wookiee, end at være slave og bekymre sig om klanens ære. Med hjælp fra de nu allierede Wookieer brugte Chewie en fusioncutter til at åbne fangehullet, og overtog skibet. Ssoh var den eneste Trandoshan der overlevede en hånd-kamp mod Chewbacca, men han mistede både sine arme og ben.
Efter dette forsøgte Chewbacca ofte at befri Wookiee slaver der var blevet fanget af enten Imperiet eller Trandoshanske slavehandlere. Ved en af disse lejligheder standsede han en slavehandel mellem Trandoshanerne og den Kejserlige kommandør Nyklas. Chewbacca reddede næsten alle slaverne, der hovedsageligt bestod af Wookiee børn, men i processen blev hans skib angrebet af en gruppe Kejserlige TIE Fightere ledet af Løjtnant Han Solo. Nyklas var rasende over tabet af Wookiee slaverne og beordrede Solo til at dræbe Wookieen (der var slået bevidstløs under kampen). Solo nægtede, hvilket gjorde Nyklas endnu mere rasende, men kommandøren blev rolig igen, og indså Chewie's værdi som en slave. Wookiee børnene var medlemmer af Tvrrdkos klan, og Wookiee lederen afsluttede konflikten mellem de to familier. Nyklas behandlede Chewie nådesløst, og nød at piske Wookieen. Men Nyklas havde ikke regnet med at Solo ville blande sig igen, og den unge løjtnant reddede Chewbacca fra at blive pisket til døde. De to flygtede fra Imperiet med en lille dusør på deres hoveder, og Solo blev smidt ud af Imperiets flåde. "Chewie", som Solo kaldt ham, blev Corellianerens nære ven og partner som smugler, og stod ved hans side indtil hans død, delvist på grund af deres venskab, og delvist på grund af Wookieens livs gæld til Solo.
På grund af Chewies heroiske indsats for at redde sin klan, ærede Wookieerne Chewbacca ved at hugge hans ansigt i et træ på hans hjemplanet Kashyyyk.

#### Smugler
Chewbacca var knyttet til Han, og fulgte ham på mange af hans eventyr. Ved en af disse blev Wookieen fanget og taget til Stars' End, et skjult Corporate Sektor fængsel, hvorfra han hurtigt blev reddet . I de følgende år fulgte Chewbacca Solo på skattejagter og smugler togter. Efter Solo vandt Millennium Falcon, rejste de til Kashyyyk, hvor Chewbacca giftede sig med Mallatobuck og fik sønnen Lumpawarrump. En anden af deres rejser var bemærkelsesværdig, fordi Millennium Falcon fløj Kessel Ruten på mindre end tolv parsecs. Deres næste rejse på ruten var mindre succesfuld, og de måtte dumpe deres last for at slippe væk fra Imperiet. Efter dette blev Jabba the Hutt rasende og truede med at sætte en stor dusør på dem hvis ikke Han betalte tilbage.
Senere samme år blev Chewbacca og Han kontaktet af Jabba, der ville have dem til at finde den legendariske Yavin Vassilika. De to deltog i en konkurrence, hvor de igen mødte dusørjægerne Boba Fett og Bossk, og smugleren Lando Calrissian. Chewie og Solo begyndte deres søgen i Mon Calamari byen Mon Ubris. De blev forfulgt af Bossk og hans hold, og fandt den mystiske Bank of Knowledge. Men deres søgen på Mon Calamari var et vildspor. Skatten blev senere fundet af Oprørsalliancen og Hans gamle kæreste, Bria Tharen.

### Galaktiske Borgerkrig

#### Medlem af Oprørsalliancen
Det var Chewbacca der talte med Obi-Wan Kenobi i Chalmun's Cantina, da Kenobi og Luke Skywalker søgte transport til Alderaan. Det er uvist om Wookieen kunne genkende Kenobi fra deres tid på Alaris Prime eller om Chewbaccas venskab med Yoda under Klon Krigene, fik ham til at hjælpe Jedien. Chewbacca introducerede den aldrende Jedi Mester og hans unge lærling, Luke Skywalker, til Han Solo, og snart var de på vej til Alderaan i Falcon.
 Will somebody get this big walking carpet out of my way?

 — Vil nogen fjerne det vandrende gulvtæppe?, Prinsesse Leia
Da de ankom til Alderaan, opdagede de at planeten var blevet tilintetgjort af Imperiet. Mens de prøvede at stoppe en TIE fighter der havde opdaget dem, blev Chewie og de andre fanget i Dødsstjernens trækstråle. Gruppen undgik Imperiets officerer ved at gemme sig i de hemmelige rum på Falcon. Da de opdagede at Prinsesse Leia var på rumstationen overtalte Luke Solo og Chewie til at hjælpe ham med at redde prinsessen. Luke lavede en plan, der gik ud på at Han og Luke udgav sig for at være stormtroopere, mens Chewbacca var deres fange. Mens Obi-Wan deaktiverede trækstrålen reddede Chewie, Han og Luke Leia. Prinsesse Leia kunne i begyndelsen ikke lide Chewbacca, og kaldte ham et "vandrende gulvtæppe," men med tiden blev de gode venner. Selvom deres mission lykkedes, slap Obi-Wan ikke væk, og blev dræbte af Darth Vader i en lyssværds duel. Chewie, Han, Luke og Leia flygtede fra rumstationen.
Chewie fulgte de andre til Oprørsbasen på Yavin 4 hvor de forberedte angrebet på dødsstjernen. Solo og Wookieen valgte ikke at blande sig i deres "revolution" og fløj væk. Men Chewie overtalte Han til at vende tilbage og hjælpe oprørerne. Han blev overtalt, og hjalp Luke Skywalker med at ødelægge dødsstjernen. Kort efter Slaget om Yavin 4 modtog Chewie, Han, og Luke medaljer for deres indsats i slaget.

#### Oprørsalliancens helt
Da de fik deres penge efter slaget rejste Chewbacca og Han for at betale Jabba. Men pengene blev stjålet af piraten Crimson Jack. Med hjælp fra Luke Skywalker og Prinsesse Leia besejrede Chewie og Han piraten. Efter dette gav Solo pengene til Alliancen. De havde nu ingen penge og frygtede Jabbas vrede. Solo og Chewbacca opdagede en gammel skat der lå gemt i et af Yavin IV's templer. De stjal skatten, mod Chewies ønsker.
Et år efter Slaget om Yavin vendte Chewbacca og Han tilbage til Tatooine hvor de mødte Luke i Mos Eisley-cantinaen. De flygtede fra Imperiets stormtropper, og strandede i ørkenen på Tatooine. For at slippe væk lavede de en aftale med en gruppe Jawaer, der tog dem om bord på deres Sandcrawler. Kort efter fandt de ud af at House of Tagge, der samarbejdede med Imperiet, havde udviklet et frost-våben. De slap væk fra Imperiets folk og vendte tilbage til Mos Eisley.
Kort før Life Day vendte Chewbacca tilbage til Oprørsalliancen. Da de var på Yavin 4 opdagede Solo og Chewbacca en uautoriseret transmission fra junglen omkring Massassi basen. De fandt en Kejserlig spion blandt oprørerne, og stoppede ham. Kort efter rejste Chewbacca og Han for at fejre Life Day på Kashyyyk. Det tjente som en kort pause fra de mange slag. Men freden varede ikke længe. Kort efter de forlod Tatooine for at rejse til Kashyyyk, blev de igen jaget af Imperiet. De slog i lyshastighed, og flygtede. Men Imperiet sporede dem til Kashyyyk, som de derfor troede var en oprørsbase. Da de fandt ud af dette beordrede Darth Vader en blokade og en gennemsøgning af planeten. En gruppe Kejserlige officerer brød ind i Chewbaccas hjem, og terroriserede hans familie og gik i gang med at ødelægge huset. De ledte efter ethvert tegn på oprørske aktiviteter. Men efter et stykke tid lavede Chewie's søn, Lumpawarrump, en plan. Han brugte sin mini-transmitter, som han havde fået i Life Day gave fra Saun Dann, til at udsende en besked til Imperiets folk. — transmitteren ændrede Lumpy's stemme. Han gav ordre til at vende tilbage til basen, og officererne i hans hjem modtog beskeden. De adlød, men beordrede stormtrooperen B-4711 til at blive og bevogte huset. Men soldaten opdagede snart Lumpys trick, og jagede ham gennem huset, og ud på balkonen, hvor Han og Chewie lige var ankommet. Han dræbte soldaten. Den aften fejrede de, sammen med de andre Wookieer på Kashyyyk, en uforstyrret Life Day.

## Andre optrædener
Skabelon:Scrollbox

### Ikke-canon optrædener
- In the Beginning
- LEGO Star Wars: The Video Game
- LEGO Star Wars: Revenge of the Brick
- LEGO Star Wars II: The Original Trilogy
- Tag & Bink Are Dead
- Star Wars Infinities: A New Hope
- The Rebel Club
- The Emperor's Court
- Star Wars Infinities: The Empire Strikes Back
- Ghosts of Hoth
- Star Wars Infinities: Return of the Jedi
- The Return of Tag & Bink: Special Edition
- Into the Great Unknown
- Return of the Ewok
- Star Wars Muppet Show episode